# Matematica sperimentale
Per matematica sperimentale si può intendere l'applicazione della pratica sperimentale del metodo scientifico alla ricerca matematica di base. Questa pratica è stata ampiamente seguita nel passato e gli standard di rigore che si sono imposti nella letteratura matematica a partire da Euclide e Archimede non devono farci ignorare che molti dei risultati della matematica sono stati scoperti con pratiche empiriche. Attualmente si tende a restringere il significato del termine alle sperimentazioni che fanno uso del computer per esaminare grandi quantità di situazioni e per effettuare calcoli numerici e simbolici pesanti da effettuare manualmente.

## Storia
Anche se tra i più influenti pionieri della tecnologia dell'informazione vi sono personalità di primaria importanza anche per la matematica pura come John von Neumann e Alan Turing, l'utilizzo del computer per la ricerca matematica pura ha faticato ad emergere. Solo negli ultimi tempi le pubblicazioni più consolidate hanno cominciato ad accettare articoli che contengono risultati ottenuti in gran parte con esperimenti; dal 1992 viene pubblicato un periodico dedicato interamente alla matematica sperimentale.